# Hoplopleura indiscreta
Hoplopleura indiscreta är en insektsart som beskrevs av Johnson 1972. Hoplopleura indiscreta ingår i släktet Hoplopleura och familjen gnagarlöss. Inga underarter finns listade i Catalogue of Life.